# 林俊威
林俊威（英語：Lam Chun Wai），出生於香港，退役籃球運動員，司職小前鋒，現時擔任香港甲二籃球聯賽球隊新青聯主教練及星動籃球 總教練。

## 籃球生涯
林俊威生於香港，14歲便效力當時的展時，幾季後便助球隊升上甲一，到1990年首次代表香港籃球代表隊出戰亞洲運動會，直到2004年宣佈退役，改以教練身份執教愉園，他在2016年被邀請擔任香港職業籃球隊東方的副教練，2017年轉投香港甲二籃球聯賽球隊新青聯擔任主教練。2019年創立星動籃球，致力在快樂籃球教學方針下提升兒童對籃球運動的興趣，並於2020年加設成人訓練班。 

## 家庭生活
林俊威與前香港女子足球代表隊成員高翠鳳育有兩位女兒。其中大女兒林裕殷Natalie為香港女子足球代表隊十五歲以下代表隊成員，籃球亦同樣出色。 